# Данихнов, Владимир Борисович
Влади́мир Бори́сович Данихно́в (20 апреля 1981, Новочеркасск — 17 сентября 2018, Санкт-Петербург) — российский писатель-фантаст. Лауреат поощрительной премии Европейского общества научной фантастики молодому автору (2008).

## Биография и творческий путь
Владимир Данихнов родился 20 апреля 1981 года в Новочеркасске. Окончил Южно-Российский государственный технический университет. Был женат. Жену звали Яна. У пары было двое детей.
Фантастические тексты Данихнова публиковались в интернете с 2002 года. Дебютировал в 2004 году в журнале «Магия ПК» с рассказом «День сети». Автор около сотни рассказов. Рассказы публиковались в журналах «Полдень, XXI век», «Дарьял», «Если», «Реальность фантастики», «Порог» и других.
Первый напечатанный роман Данихнова — написанное в соавторстве с женой фэнтезийное произведение «Продавец заклятий», выпущенное в 2005 году издательством «Крылов». В дальнейшем Данихнов написал ещё пять фантастических романов, некоторые из них стали лауреатами или номинантами престижных премий.
Примечателен уже роман «Братья наши меньшие» (2005), содержащий актуальные аллюзии, который вышел в неподходящей для него серии «Фантастический боевик» издательства «Альфа-книга». Критик Владимир Ларионов называет фантазию автора, проявившуюся в этом романе, «блистательной» и отмечает, что в романе соединены «кошмар и гротеск, коктейль из Филипа Дика, Франца Кафки и Виктора Пелевина.
Последовавший за «Братьями нашими меньшими» психоделический триллер «Чужое» (2007), вызывающий ассоциации с текстами Филипа Дика, был номинирован на премии «Дебют», «Портал», «Звёздный мост», «Большая книга», но не вызвал интереса у российских издательств по причине своей неформатности. В результате «Чужое» опубликовали в Латвии, в России же роман вышел только малотиражным изданием. Сходная судьба ожидала и последовавший за ним постапокалиптический роман «Живи!», написанный в соавторстве с Артёмом Белоглазовым: в 2008 году книга была выпущена в Риге и лишь спустя три года вышла в России.
В 2008 году Данихнов получил поощрительную премию Европейского общества научной фантастики молодому автору. В 2010 году вышел его роман «Девочка и мертвецы», имевший немалый успех и принёсший автору премию «Серебряный Кадуцей», а также номинированный на ряд других наград: «Портал», «РосКон», «Бронзовая улитка», «Интерпресскон», «Дебют».
В 2013 году был опубликован самый известный роман Данихнова «Колыбельная» — нестандартный хоррор, впервые появившийся на страницах журнала «Новый мир», а через год вышедший в издательстве АСТ. Роман стал номинантом «Интерпресскона», «Русского Букера» и премии «Итоги года» журнала «Мир фантастики».
Последние три года своей жизни Данихнов боролся с раком. В апреле 2018 года вышел его первый нефантастический роман «Тварь размером с колесо обозрения», посвящённый этому заболеванию. Это искреннее и жутковатое произведение сам писатель назвал «документальным хоррором». Роман был включён в лонг-лист «Национального бестселлера».
17 сентября 2018 года в 11:50 (мск) Данихнов умер от второго рецидива. Ранее, в 2015 году, писателю удалили злокачественную опухоль вместе с глазом.

В одном из своих последних интервью Владимир Данихнов сказал: «„Тварь“ я старался писать максимально просто. Думаю, посыл тут такой: показать, что онкологические больные — это те же люди. Вот точно те же самые, с которыми вы совсем недавно пили пиво, болтали, ездили на природу; ничего не поменялось, кроме болезни. Когда у меня обнаружили диагноз, некоторые мои знакомые как-то вывалились из моей жизни. Винить их я не могу: понимаю, что со смертельно больным человеком общаться страшно. Поневоле примеряешь это на себя. Но мне кажется, что такое отношение надо ломать».— 

## Литературная критика
«Колыбельная» Данихнова вызывает очень сильные чувства, хоть положительные, хоть отрицательные. По-русски это проще всего охарактеризовать сленговым словечком «Жесть!»— Максим Кронгауз, COLTA 

### Романы
- 2005 — Продавец заклятий // Соавтор: Яна Данихнова
- 2005 — Братья наши меньшие
- 2007 — Чужое
- 2008 — Живи![6] // Соавтор: Артём Белоглазов
- 2010 — Девочка и мертвецы[7][8]
- 2014 — Колыбельная[9][10]. — М.: АСТ, ISBN 978-5-17-083956-8
- 2018 — Тварь размером с колесо обозрения[11]

### Повести
- 2009 — Адский галактический пекарь

### Рассказы
- 2004 — День сети
- 2005 — Милосердие
- 2005 — Пластика
- 2006 — Синеухий эльф Скотина
- 2009 — Земляки
- 2012 — Паяльщик
- 2017 — Роботизация[12]

## Премии и награды
- 2008 год — премия Европейского общества научной фантастики молодому автору (ESFS Encouragement Award). На премию писателя выдвинула делегация России[13].

- 2011 год — премия «Серебряный Кадуцей» за роман «Девочка и мертвецы»[14].

### Номинации
- 2015 год — шорт-лист премии «Русский Букер», роман «Колыбельная»[15].

- 2018 год — лонг-лист премии Национальный бестселлер, книга «Тварь размером с колесо обозрения»[16]